# 57-й отдельный батальон связи
57-й отдельный батальон связи — воинское подразделение в  вооружённых силах СССР во время Великой Отечественной войны.

## 57-й отдельный батальон связи 16-го стрелкового корпуса
Являлся корпусным батальоном связи 16-го стрелкового корпуса 1-го формирования.
В составе действующей армии с 22 июня 1941 по 4 августа 1941 года.
На 22 июня 1941 года дислоцировался в Козлова Руда, затем с начала войны вместе с корпусным управлением отступает на восток, где и  был 4 августа 1941 года расформирован вместе с корпусным управлением.

### Подчинение
| Дата                | Фронт (округ)         | Армия      | Корпус (группа)        | Примечания |
| ------------------- | --------------------- | ---------- | ---------------------- | ---------- |
| 22 июня 1941 года   | Северо-Западный фронт | 11-я армия | 16-й стрелковый корпус | —          |
| 01 июля 1941 года   | Северо-Западный фронт | 11-я армия | 16-й стрелковый корпус | —          |
| 10 июля 1941 года   | Северо-Западный фронт | 11-я армия | 16-й стрелковый корпус | —          |
| 1 августа 1941 года | Северо-Западный фронт | 11-я армия | 16-й стрелковый корпус | —          |

## 57-й отдельный батальон связи 57-й танковой дивизии
Являлся дивизионным батальоном связи 57-й танковой дивизии, повторил её боевой путь. На начало войны дислоцировался в Монголии
В составе действующей армии с 11 июля 1941 по 1 сентября 1941 года.
На 22 июня 1941 года дислоцировался в дислоцировался в Монголии и по-видимому прибыл в дивизию уже после её боёв в частности в районе Орши, в район станции Гусино, где сосредоточилась в начале июля 1941 года 57-я танковая дивизия. После этого батальон повторил боевой путь дивизии, расформирован 1 сентября 1941 года.

### Подчинение
: Смотри статью 57-я танковая дивизия

## 57-й отдельный батальон связи 57-го района авиационного базирования
Сформирован на базе 57-й отдельной роты связи 57-го района авиационного базирования и 257-го отдельного батальона  связи 57-го и 9-го районов авиационного базирования 15 сентября 1941 года
Входил в состав 57-го района авиационного базирования
В составе действующей армии с 15 сентября 1941 года по 26 апреля 1942 года.
26 апреля 1942 года переформирован вновь в 57-ю отдельную роту связи.